# Alessandro Stoica
Pas d'image ? Cliquez ici

a Compétitions nationales et continentales officielles uniquement.

b Matchs officiels uniquement.
Alessandro Cristian Stoica, né le 1er août 1976 à Bucarest, est un joueur italien de rugby à XV d'origine roumaine. Il joue au poste de centre ou arrière en équipe d'Italie et évolue au poste de centre au sein de l'effectif du SC Mazamet.

## Carrière
Il honore sa première cape internationale en équipe d'Italie le 4 janvier 1997 à Dublin par une victoire 36-12 contre l'équipe d'Irlande et sa dernière en 2007.

## Palmarès
Avec Milan
- Championnat d'Italie :
  - Vice-champion (1) : 1997

Avec le RC Narbonne
- Challenge européen :
  - Finaliste (1) : 2001

Avec le Castres olympique
- Bouclier européen :
  - Vainqueur (1) : 2003

Avec Montpellier
- Bouclier européen : 
  - Vainqueur (1) : 2004

## Statistiques en équipe nationale
- 71 sélections de 1997 à 2007
- 55 points (11 essais)
- 3 fois capitaine (en 2000)
- Sélections par année : 4 en 1997, 6 en 1998, 10 en 1999, 10 en 2000, 9 en 2001, 9 en 2002, 8 en 2003, 6 en 2004, 3 en 2005, 5 en 2006, 2 en 2007.
- Tournois des Six Nations disputés : 2000, 2001, 2002, 2003, 2004, 2005, 2006
- Équipe d'Italie A : 1 sélection en 1998
- En coupe du monde :
  - 2003 : 3 sélections (Tonga, Canada, Pays de Galles)
  - 1999 : 3 sélections (Angleterre, Tonga, All Blacks)